# Pica-pau-abissínio
O pica-pau-abissínio (Dendropicos abyssinicus) é uma espécie de ave piciforme da família Picidae  que vive na África oriental.  

## Distribuição e habitat
Habita nos bosques de montanha da Etiópia e da Eritreia.